# Curial (personatge)
Curial és el protagonista masculí de la novel·la cavalleresca Curial e Güelfa, escrita al segle xv i tradicionalment considerada anònima, si bé recentment s'ha volgut atribuir a Enyego d'Àvalos.
A diferència de la figura de l'heroi clàssic i èpic, que ho és per llinatge, Curial ostenta el seu prestigi gràcies a l'ofici cavalleresc i els diners deguts a la seva unió amb Güelfa, germana del marquès de Montferrat, el seu senyor. L'estil de la novel·la, que explica tots els episodis de la seva vida –i no només les gestes èpiques– el converteix en un personatge de carn i ossos, possible i concret, constantment assetjat per dubtes i passions.
De fet, Curial no és res sense la voluntat de Güelfa, qui el rebutja en certs moments del llibre, però tanmateix esdevé un cavaller ideal en el sentit simbòlic medieval, que encarna les virtuts cavalleresques més preades: valentia, generositat, fidelitat, sentit de l'honor, etc. La seva conducta pública és exemplar, tant en les armes –els combats a ultrança i els torneigs– com en l'art o l'amor, en què malgrat les temptacions manté la seva fidelitat. Així, a través dels capítols de l'obra Curial assoleix un gran prestigi i arriba a ser considerat «el millor cavaller del món», però en l'àmbit privat mostra defectes com a home; li agraden els plaers i les riqueses, i es deixa endur per la vanaglòria obtinguda gràcies a les seves gestes bèl·liques. Tampoc no li falten pretendents i arriba, fins i tot, a estar a punt de prometre's amb Làquesis, filla del duc de Baviera, de qui s'enamora, fet que li comportarà el càstig diví de Juno, indignada per la seva ingratitud, car ja havia estat afavorit amb l'amor de Güelfa.
Totes aquestes inclinacions –més humanes que heroiques— afectaran la seva existència, entesa com a història d'una ascensió social, i el duran a patir set anys de captiveri al nord d'Àfrica que seran necessaris per recuperar la solidesa moral. Finalment, però, serà l'estudi allò que el farà modèlic i digne de Güelfa.